# Liste der Baudenkmale in Lüneburg – Reichenbachstraße
In der Liste der Baudenkmale in Lüneburg – Reichenbachstraße sind Baudenkmale in der Reichenbachstraße in der niedersächsischen Stadt Lüneburg aufgelistet. Die Quelle der IDs und der Beschreibungen ist der Denkmalatlas Niedersachsen. Der Stand der Liste ist der 31. Dezember 2021.

## Allgemein
In den Spalten befinden sich folgende Informationen:
- Lage: die Adresse des Baudenkmales und die geographischen Koordinaten. Kartenansicht, um Koordinaten zu setzen. In der Kartenansicht sind Baudenkmale ohne Koordinaten mit einem roten Marker dargestellt und können in der Karte gesetzt werden. Baudenkmale ohne Bild sind mit einem blauen Marker gekennzeichnet, Baudenkmale mit Bild mit einem grünen Marker.
- Bezeichnung: Bezeichnung des Baudenkmales
- Beschreibung: die Beschreibung des Baudenkmales. Unter § 3 Abs. 2 NDSchG werden Einzeldenkmale und unter § 3 Abs. 3 NDSchG Gruppen baulicher Anlagen und deren Bestandteile ausgewiesen.
- ID: die Objekt-ID des Baudenkmales
- Bild: ein Bild des Baudenkmales, ggf. zusätzlich mit einem Link zu weiteren Fotos des Baudenkmals im Medienarchiv Wikimedia Commons. Wenn man auf das Kamerasymbol klickt, können Fotos zu Baudenkmalen aus dieser Liste hochgeladen werden:

## Baudenkmale
Die Reichenbachstraße ist nördlich der Altstadt von Lüneburg. Die Straße wurde 1927 nach dem Böttchermeister und Senator Johannes Reichenbach benannt.

| Lage                                              | Bezeichnung      | Beschreibung | ID       | Bild |
| ------------------------------------------------- | ---------------- | ------------ | -------- | ---- |
| Reichenbachplatz 53° 15′ 11″ N, 10° 24′ 36″ O     | Brunnen          |              | 30660484 |      |
| Reichenbachstraße 1 53° 15′ 9″ N, 10° 24′ 36″ O   | Wohnhaus         |              | 30652982 |      |
| Reichenbachstraße 2 53° 15′ 9″ N, 10° 24′ 37″ O   | Wohnhaus         |              | 30653002 |      |
| Reichenbachstraße 3 53° 15′ 9″ N, 10° 24′ 38″ O   | Wohnhaus         |              | 30652965 |      |
| Reichenbachstraße 4 53° 15′ 9″ N, 10° 24′ 39″ O   | Wohnhaus         |              | 30653022 |      |
| Reichenbachstraße 5 53° 15′ 9″ N, 10° 24′ 39″ O   | Wohnhaus         |              | 30653039 |      |
| Reichenbachstraße 5a 53° 15′ 9″ N, 10° 24′ 40″ O  | Wohnhaus         |              | 30660504 |      |
| Reichenbachstraße 6 53° 15′ 9″ N, 10° 24′ 41″ O   | Wohnhaus         |              | 30653056 |      |
| Reichenbachstraße 8 53° 15′ 9″ N, 10° 24′ 43″ O   | Wohnhaus         |              | 30653091 |      |
| Reichenbachstraße 8a 53° 15′ 9″ N, 10° 24′ 43″ O  | Wohnhaus         |              | 30660521 |      |
| Reichenbachstraße 9 53° 15′ 9″ N, 10° 24′ 44″ O   | Wohnhaus         |              | 30653108 |      |
| Reichenbachstraße 9a 53° 15′ 9″ N, 10° 24′ 44″ O  | Wohnhaus         |              | 30660538 |      |
| Reichenbachstraße 10 53° 15′ 9″ N, 10° 24′ 45″ O  | Wohnhaus         |              | 30653125 |      |
| Reichenbachstraße 11 53° 15′ 10″ N, 10° 24′ 47″ O | Mehrfamilienhaus |              | 30660558 |      |